# 弦楽四重奏曲第1番 (ニールセン)
弦楽四重奏曲第1番 ト短調 作品13は、カール・ニールセンが作曲した弦楽四重奏曲。1889年12月18日にコペンハーゲンで私的に初演された。ニールセンが公表した4作品の弦楽四重奏曲のうち最初の作品である。

## 概要
書き上げられたのは1889年であったが、その後1898年2月3日に公開初演を迎えるにあたり少々改訂が加えられた。特にニールセンは終楽章に「概要」（Résumé）と題される個所を追加し、第1、第3、第4楽章の主題をその部分にまとめている。演奏はアントン・スヴェンスンに率いられてコペンハーゲンにあるOdd Fellows Mansionの小ホールで行われた。ニールセンの作品のみを集めた演奏会は急な告知だったにもかかわらず大入りとなった。当日のプログラムはその他にピアノのための『ユモレスク・バガテル』、『交響的組曲』 作品8、ヴァイオリンソナタ第1番 イ長調 作品9であった  。
曲は1900年に出版され、60歳の誕生日を迎えたヨハン・スヴェンセンへと献呈されている。

## 演奏時間
約26分。

## 楽曲構成

### 第1楽章
Allegretto energico 4/4拍子 ト短調
冒頭から緊張感の高い第1主題が奏でられる（譜例1）。
譜例1
間もなく16分音符の急速な動きによる経過句に入り、その小刻みな動きを残したままチェロに第2主題が出される（譜例2）。
譜例2
譜例2が熱を帯びて頂点を迎えた後に譜例1を使ったコーダへと静まっていき、提示部を反復する。両主題を用いて充実した展開が行われ、譜例1が力強く奏されると再現部となる。提示部とは異なる経過をたどり、第2主題は第1ヴァイオリンにより再現される。最後は三連符が絶え間なく聞こえる中に静まっていく。

### 第2楽章
Andante amoroso 9/8拍子 変ホ長調
穏やかな譜例3の主題に開始する。
譜例3
譜例3がおおらかに歌われてクライマックスを築いたのち、速度を上げて3/4拍子に転じ、アジタートの中間部となる（譜例4）。
譜例4
やがて譜例3が16分音符のトレモロ音型を伴って回帰し、盛り上がったのちに静まっていきピアニッシッシモ（ppp）の終わりを迎える。

### 第3楽章
Schrezo. Allegro molto 6/8拍子 ハ短調
譜例5で勢いよく開始する。楽想が突如停止してチェロのアクセントが挿入される。
譜例5
中間楽節を挟んで譜例5を繰り返し、ト長調のトリオとなる。特徴的なチェロの導入に始まるトリオは2つのヴァイオリンが対位法的に先導していく（譜例6）。この楽章、とりわけこのトリオからはニールセンの幼少期の音楽体験が垣間見える。
譜例6
スケルツォ・ダ・カーポとなり、譜例5が繰り返されるとコーダへと接続されて力強く締めくくられる。

### 第4楽章
Allegro (inquieto) 2/4拍子 ト短調
発想表記として掲げられるinquietoは「忙しなく」、「慌ただしく」といった意。譜例7により急き立てられるように幕が開ける。
譜例7
拍子が頻繁に入れ替わる経過を挟んでリラックスした主題が導入される（譜例8）。
譜例8
その後、提示部コデッタで扱われた音型と譜例8を主に用いて大きく展開が行われていく。譜例7の再現に続いて置かれるのが「概要」（Résumé）であり、譜例1と譜例5が対位法を用いて対置される。曲はさらに譜例8を再現、ト長調で譜例1が奏されて堂々と全曲に幕を下ろす。

## 受容
カール・ニールセン協会によれば、本作はニールセン作品中でも屈指の人気を誇り、彼の弦楽四重奏の中では最も頻繁に演奏されているという。